# Pain tabouna
Le pain tabouna est un pain tunisien artisanal, cuit le long des parois d'un four traditionnel en terre cuite, lui-même appelé tabouna.

## Étymologie
Le nom ṭabuna (طابونة) vient de l'arabe ṭabun (taboun ou طابون) qui désigne le foyer du feu, du verbe ṭabana (طبن) qui signifie « attiser le feu ».
Le tabouna peut avoir différentes appellations régionales. Ainsi, dans le nord-ouest de la Tunisie, comme à Béja, ce pain s'appelle jerdga (singulier), au pluriel jredeg (pluriel), alors que le four à tabouna s'appelle guja (gouja).

## Préparation
Réalisé à base de farine, le pain tabouna possède une forme ronde assez aplatie. Il est le plus souvent agrémenté de graines de sésame. Le pétrissage de la pâte est souvent décrit comme l'étape la plus importante de cette recette.

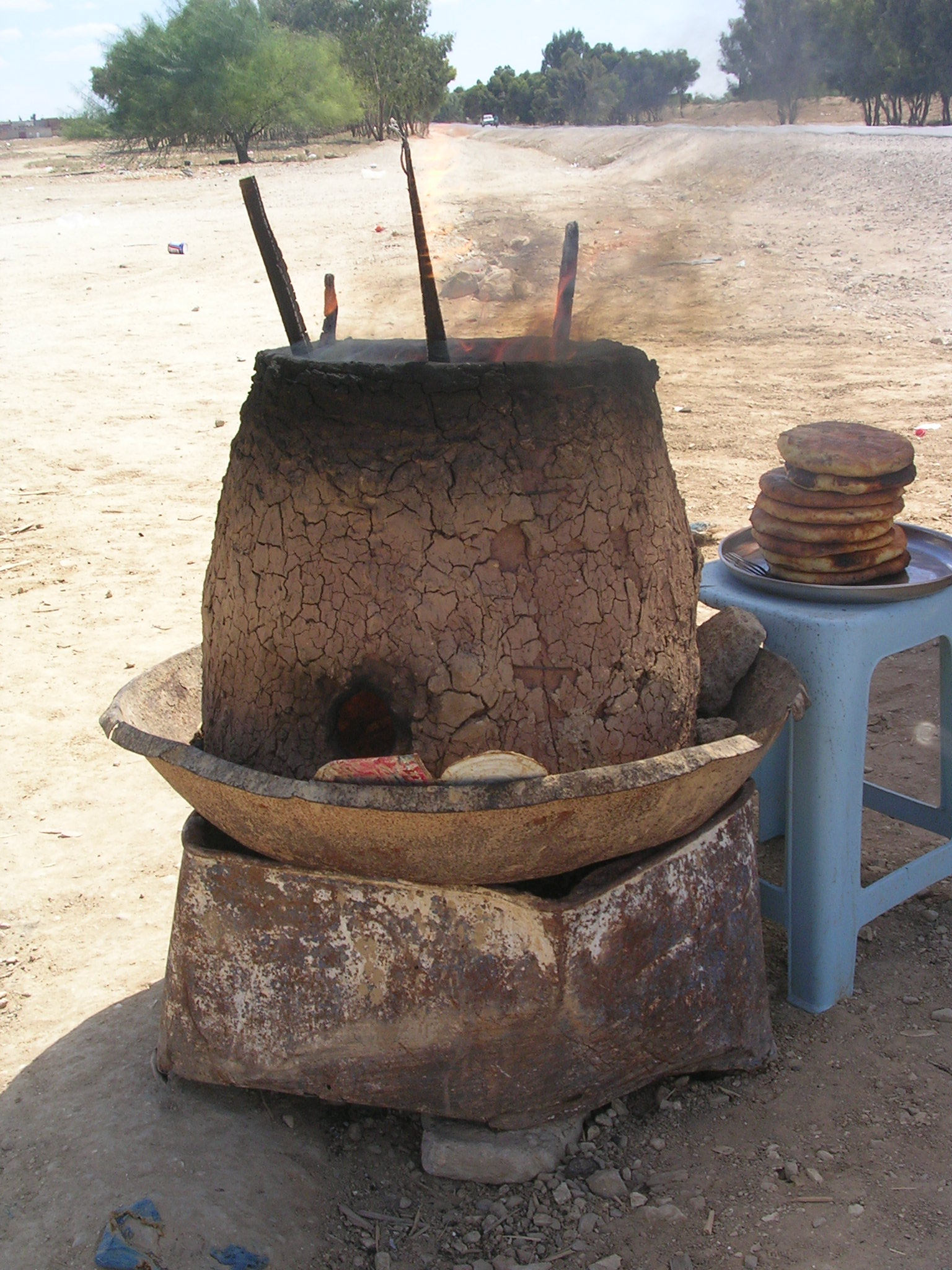
Tabouna (four traditionnel en terre cuite) utilisé pour la cuisson du pain.
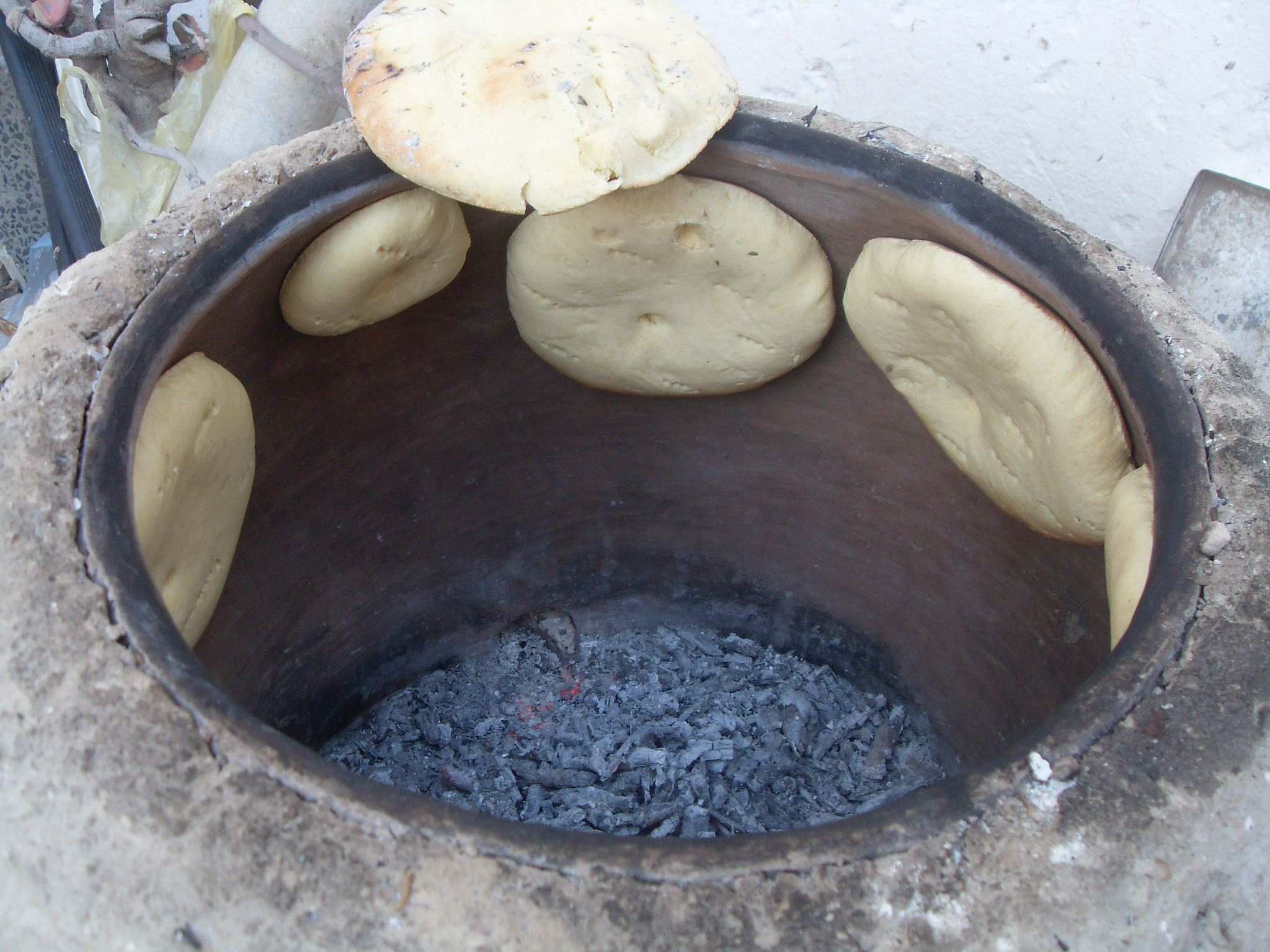
Pains à l'intérieur du four.